# Acalyptris argyraspis
Acalyptris argyraspis là một loài bướm đêm thuộc họ Nepticulidae. Nó được miêu tả bởi Puplesis và Diskus năm 1995. Nó được tìm thấy ở Tadzhikistan.